# شك ديكارتي
الشك الديكارتي، هو أحد أشكال الشكوكية المنهجية المرتبطة بكتابات رينيه ديكارت ومنهجيته (31 مارس 1596 – 11 فبراير 1650).:88 يُعرف الشك الديكارتي بأسماء أخرى مثل الشكوكية الديكارتية، أو الشكوكية المنهجية، أو الشك الشامل، أو الشك المنظم، أو الشك الزائدي. 
يُعتبر الشك الديكارتي بمثابة عملية منظمة تنطوي علة التشكيك أو (الشك) في حقيقة معتقدات المرء، وهي عملية ذات منهجية مميزة ضمن نطاق الفلسفة.:403 فضلًا عن ذلك، ينظر العديد إلى منهجية ديكارت بوصفها أساسًا للمنهج العلمي الحديث. سادت منهجية الشك هذه ضمن نطاق الفلسفة الغربية على يد رينيه ديكارت، الذي سعى إلى الشك في حقيقة جميع المعتقدات بغية تحديد الصحيح منها. تُعتبر هذه المنهجية أيضًا أساسًا لمقولة ديكارت: (أنا أفكر، إذًا أنا موجود).
تختلف الشكوكية المنهجية عن الشكوكية الفلسفية، فالشكوكية المنهجية نهج يُخضع كل الادعاءات المعرفية للتدقيق بهدف فرز الصحيح منها والكاذب، في حين تُعتبر الشكوكية الفلسفية بمثابة نهج يشكك في إمكانية معرفة ما.:354

## سماته
يتسم الشك الديكارتي بمنهجيته، فهو يستخدم الشك بوصفه أداةً للوصول إلى معرفة معينة من خلال تمييز ما لا يمكن الشك فيه، وتُعتبر قابلية الخطأ في البيانات الحسية تحديدًا موضوعًا للشك الديكارتي.
تكثر التفسيرات التي تتناول هدف الشكوكية الديكارتية، لكن يُعد التفسير التأسيسي أبرزها، إذ ينطوي هذا التفسير على اعتبار الهدف من شكوكية ديكارت متمثلًا بالقضاء على كل الاعتقادات القابلة للشك، وبالتالي الإيمان بالمعتقدات الأساسية وحسب (التي تُعرف باسم المعتقدات التأسيسية).:64–65 يسعى ديكارت إلى استنباط المزيد من المعرفة بالاستناد إلى هذه المعتقدات الأساسية غير القابلة للشك، الأمر الذي يُعتبر بمثابة نموذج أصلي ومثال في غاية الأهمية كونه يلخص أفكار المدارس العقلانية القارية في الفلسفة.:6

## تقنياته
يضم منهج ديكارت في الشك الزائدي مايلي::67–70
- قبول المعلومات التي تعرف حقيقتها.
- تقسيم هذه الحقائق إلى وحدات أصغر.
- حل المشكلات البسيطة أولًا.
- كتابة قوائم شاملة للمشاكل الأخرى.

يتمثل الشك الزائدي بالميل للشك، وذلك باعتباره شكلًا متطرفًا أو مغاليًا من الشك. تنطوي المعرفة بالمعنى الديكارتي على معرفة شيء لا يتجاوز كل شك معقول، بل كل شك ممكن. كتب ديكارت في كتابه تأملات في الفلسفة الأولى (1641) عن قراره باستخدام الشك المنهجي للتأكد من صحة جميع معتقداته، وذلك بهدف بناء نظام عقائدي من الألف إلى الياء، بحيث يتضمن كل المعتقدات الصحيحة فعلًا. تجسد الهدف النهائي لديكارت -أو الهدف الرئيسي على أقل تقدير- في إيجاد أساس لا شك فيه للعلوم. فيما يلي سطور ديكارت الافتتاحية لكتابه تأملات في الفلسفة الأولى:
«ليس بالأمر الجديد ما تبينت من أنني منذ حداثة سني قد تلقيت طائفة من الآراء الباطلة وكنت أحسبها صحيحةً، وأن ما بنيته من ذلك الحين على مبادئ هذه حالها من الزعزعة والاضطراب لا يمكن أن يكون إلا شيئًا مشكوكًا فيه جدًا ولا يقين له أبدًا. فحكمت حينئذ بأنه لا بد لي مرة في حياتي من الشروع الجدي في إطلاق نفسي من جميع الآراء التي تلقيتها في اعتقادي من قبل، ولا بد من بدء بناء جديد من الأسس...»

 – ديكارت، التأمل الأول، 1641

## منهجية ديكارت
وضع رينيه ديكارت -مؤسس الشك الديكارتي- جميع المعتقدات والآراء والأفكار والأمور موضع شك، إذ برهن أن الأسباب أو التبريرات التي تقوم عليها أي معرفة هي عرضة للخطأ. غالبًا ما تكون التجربة الحسية -وهي النمط الأولي للمعرفة- تجربةً خاطئةً، وبالتالي ينبغي الشك فيها. على سبيل المثال، ما يراه المرء قد يكون مجرد هلوسة، وما من شيء يثبت استحالة ذلك. وبذلك، تفتقر كل المعتقدات القابلة للدحض إلى أساس كاف، لذا يقترح ديكارت حجتين، وهما الحلم والشيطان.:33–36

### حجة الحلم
أدرك ديكارت أن سياق أحلامنا مشابه للواقع على الرغم من كونه غير قابل للتصديق، لذا افترض أنه يمكن للبشر تصديق أنهم مستيقظون وحسب.:353–368 لا يوجد ما يكفي من الأساسات للتميز بين تجربة الحلم وتجربة اليقظة. على سبيل المثال، عندما يجلس شخص ما أمام جهاز الكمبيوتر لكتابة هذا المقال؛ هناك عدد كبير من الأدلة التي تشير إلى واقعية فعل تأليف هذا المقال، إلا أنه يوجد أدلة تثبت عكس ذلك أيضًا. اعتقد ديكارت أننا نعيش في عالم بإمكانه خلق أفكار شبيهة بالأحلام. ومع ذلك، استنتج ديكارت في نهاية كتابه تأملات في الفلسفة الأولى أننا قادرون على التمييز بين الحلم والواقع بالنظر إلى الماضي على الأقل:
«لكنني عندما أرى بوضوح كيف تنشأ الأشياء وأين تصل إليّ ومتى، وعندما أتمكن من ربط تصوراتي لها بحياتي كلها دون أي عائق، حينها يمكنني أن أتيقن أنني لست نائمًا بل مستيقظًا عند مواجهتي لهذه الأشياء».

– ديكارت: مختارات من الكتابات الفلسفية.:122

### الشيطان الماكر
آمن ديكارت في احتمالية خضوع تجربتنا الخاصة إلى سيطرة شيطان ماكر، إذ يتسم هذا الشيطان بكونه ذكيًا ومخادعًا بقدر ما هو قوي، ويستطيع هذا الشيطان خلق عالم سطحي نتوهم أننا نعيش فيه. اكتشف ديكارت نتيجةً لهذا الشك -الذي أطلق عليه اسم فرضية الشيطان الخبيث- أنه غير قادر على الوثوق حتى بأبسط تصوراته.:66
تحدث ديكارت في التأمل الأول عن حالة الجنون التي يمكن أن تصيب المرء حتى ولو لفترة وجيزة، إذ اعتقد أن هذا الجنون قد يدفع المرء إلى الاعتقاد بأن كل ما قد ظنه حقيقيًا مجرد خداع من صنع عقله. أشار ديكارت أيضًا إلى احتمالية وجود «شيطان خبيث وقوي وماكر» يخدعنا ويمنعنا من الحكم بشكل صحيح.
زعم ديكارت أن جميع حواسه كاذبة وأن الحواس قادرة على خداع المرء بسهولة، لذا خلص إلى التصديق بصحة فكرته حول وجود كائن لا حدود لقوته، ويعود السبب في استنتاجه هذا إلى اعتقاده بأنه لا يمكن للمرء أن يفكر بفكرة كهذه إلا بمساعدة كائن لا حدود لقوته ولا يمتلك سببًا للخداع.:16

## أنا أفكر، إذًا أنا موجود
يمتلك الشك المنهجي طبيعةً خاصةً به، لكن لا ينبغي على المرء الاعتقاد باستحالة المعرفة كي يتمكن من تطبيق منهجية الشك.:83 وفي الواقع، ولدت محاولات ديكارت لتطبيق منهجية الشك على وجود نفسه دليلًا على مقولته الشهيرة (أنا أفكر، إذًا أنا موجود). وبعبارة أخرى، حاول ديكارت أن يشكك في وجوده، لكنه خلص إلى أن شكوكه هي ما أثبتت وجوده، وذلك لأنه لا يستطيع الشك إلا إن كان موجود.:56